# Giulio Savelli
Giulio Savelli (né en 1574 à Rome, alors la capitale des États pontificaux et mort le 9 juillet 1644 à Rome), est un cardinal italien de l'Église catholique du XVIIe siècle, créé par le pape Paul V.
Il est de la famille du pape Honorius IV (1285-1287) et des cardinaux Bertrando Savelli (1216), Giovanni Battista Savelli (1480),  Silvio Savelli (1596) et Domenico Savelli (1853). Il est le neveu du cardinal Giacomo Savelli (1539), l'oncle du cardinal Fabrizio Savelli (1647) et le grand-oncle du cardinal Paolo Savelli (1664).

## Biographie
Giulio Savelli est gouverneur d'Orvieto et de Spolète, référendaire au tribunal suprême de la Signature apostolique, gouverneur d'Ancône et nonce extraordinaire au Piémont pour résoudre la dispute entre le roi Felipe II d'Espagne et Carlo, le duc de Savoie. 

Il interviendra également pour mettre fin à la guerre de succession de Montferrat en tant que nonce du Pape.
Le pape Paul V le crée cardinal lors du consistoire du 2 décembre 1615. Il est élu évêque d'Ancône en 1616 et est consacré le 10 avril de la même année par Scipione Caffarelli-Borghese avec comme co-consécrateurs Guido Bentivoglio et Antonio Grimani (en), puis est nommé légat apostolique à Bologne. Il résigne le gouvernement de son diocèse et est élu camerlingue du Sacré Collège en 1630. En 1630 il est transféré à l'archidiocèse de Salerne.
Le cardinal Savelli participe au conclave de 1621, lors duquel Grégoire XV est élu pape, et à celui de 1623 (élection d'Urbain VIII).

## Succession apostolique
Giulio Savelli a ordonné les évêques suivants :
- Évêque Cipriano Pavoni, O.S.B. (1619)
- Évêque Francesco Nappi (en) (1619)
- Évêque Luigi Galli (en) (1622)
- Évêque Fabrice de La Bourdaisière (1624)
- Évêque Giuseppe della Corgna, O.P. (1626)
- Archevêque Tommaso Caracciolo (en), C.R. (1631)